# Rob Roy (film 1913)
Rob Roy è un cortometraggio muto del 1913 diretto da Henry J. Vernot (con il nome Henri Vernot). È la seconda trasposizione cinematografica del romanzo di Walter Scott: la prima era stata nel 1911 una versione omonima inglese diretta da Arthur Vivian.

## Produzione
Prodotto dalla Eclair American.

## Distribuzione
Il film uscì nelle sale cinematografiche USA il 17 settembre 1913, distribuito dall'Universal Film Manufacturing Company.